# 밥 리처즈
로버트 (밥) 유진 리처즈(Robert (Bob) Eugene Richards, 1926년 2월 20일 ~ 2023년 2월 26일)는 자신의 경쟁적 시절에 "뛰어넘는 교구 목사" 혹은 "장대높이뛰기 목사"로 알려졌으며, 2개의 종목에서 3개의 올림픽에 출전한 다방면의 육상 선수였다.
일리노이주 샴페인 출신으로 1948년부터 1956년까지 3개의 올림픽에서 장대높이뛰기 선수로, 또한 1956년에는 10종 경기 선수로 출전하였다.
그는 15피트(4.6m)를 넘은 두 번째 선수로 올림픽 장대높이뛰기 2연승(1952, 1956)을 하였고, 1948년에는 3위에 왔다. 1956년 10종 경기에서는 13위로 왔다. 일리노이 대학교의 학생 시절에 리처즈는 국립 대학 장대높이뛰기를 위해 얽매였고, 그 종목 17개의 타이틀을 비롯하여 20개의 아마추어 육상 연맹 타이틀을 이겼다.
1946년 브레드렌 교회의 목사로 안수되었고, 1983년 미국 올림픽 명예의 전당과 1975년 국립 육상 명예의 전당에 입성되었다. 나이가 든 리처즈는 꾸준히 육상에 참가하면서, 주로 던지기 종목들에 나갔다.
1984년 목사로서 극우적의 미국 인민당 대통령 후보에 나갔다. 1988년 그 당은 백인 우월론자 데이비드 듀크를 대통령 후보로 임명하였다. 2010년 소문에 의하면, 리처즈가 백인 국민주의 정당 미국 제3 위치당의 후원을 표현하였다고 한다.
그는 이후에 아내와 함께 텍사스주 팔로 핀토 카운티의 고든에서 올림픽 선수들의 대목장을 경영하였다.
97세 생일을 맞은지 6일 후에 사망하였다.

## 역대 선거 결과
| 선거명      | 직책명        | 대수 | 정당   | 득표율 | 득표수 (선거인단) | 결과 | 당락 |
| ----------- | ------------- | ---- | ------ | ------ | ----------------- | ---- | ---- |
| 1984년 선거 | 미국의 대통령 | 40대 | 인민당 | 0.07%  | 66,336표 (0명)    | 6위  | 낙선 |